# Grazia Vittadini

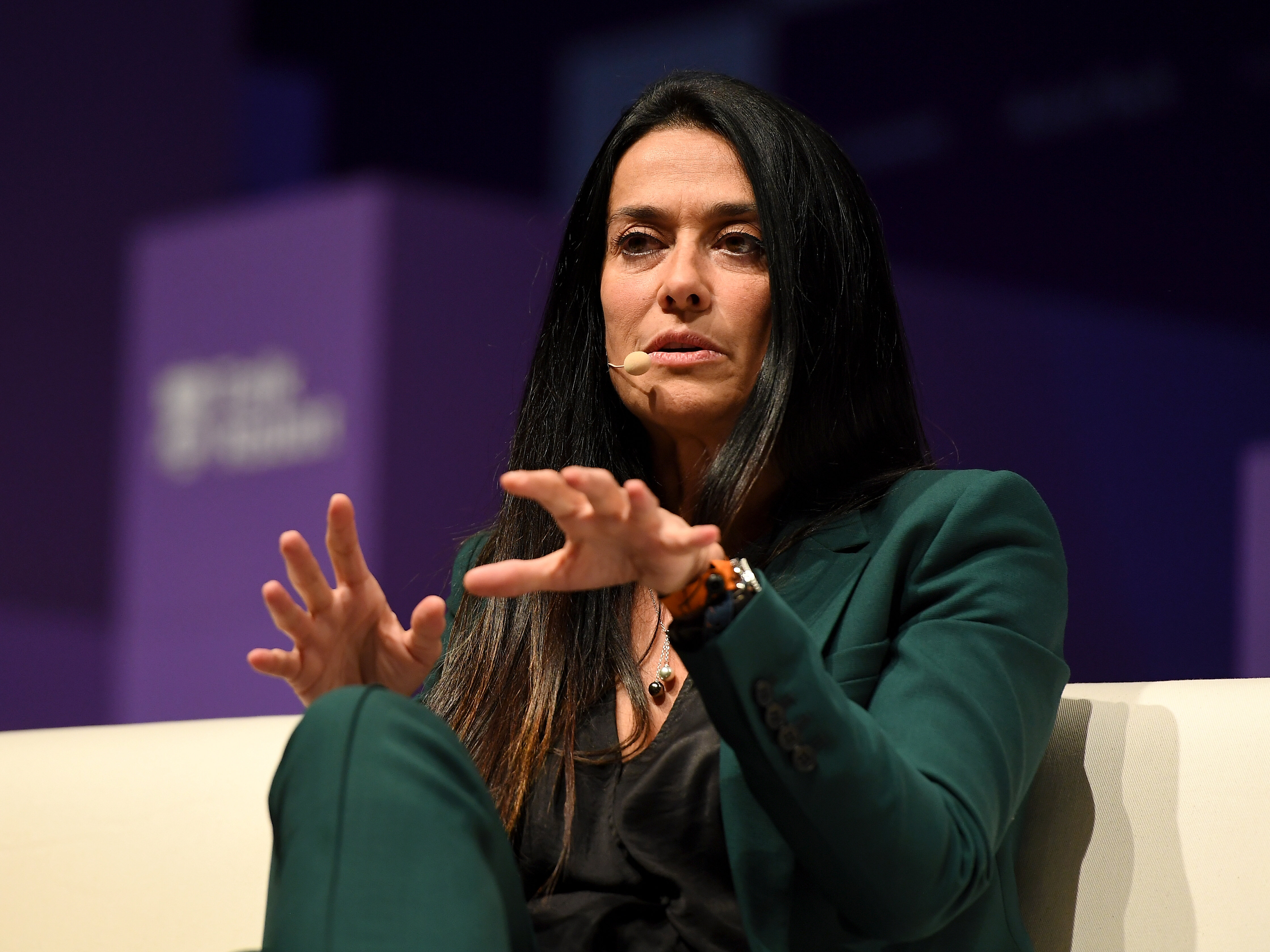
Grazia Vittadini (2018)

Grazia Vittadini (* 23. September 1969 in Lodi) ist eine deutsch-italienische Managerin und war von Mai 2018 bis Juli 2021 Technologiechefin (Chief Technology Officer, CTO) im Vorstand (Executive Committee) des Luft- und Raumfahrtkonzerns Airbus. Von 2022 füllt sie die gleiche Rolle, Technologiechefin (Chief Technology Officer, CTO), beim Antriebs- und Energieunternehmen Rolls-Royce aus, wo sie Oktober 2023 Mitglied des Vorstands (Executive Team) war. Mit Wirkung zum 1. Juli 2024 wurde sie zum Mitglied des Vorstandes der Deutschen Lufthansa AG berufen. Sie verantwortet die Bereiche Technik, IT und Innovation.

## Leben
Vittadini wuchs in Italien und den Vereinigten Staaten auf. Schon in frühen Jahren interessierte sie sich für Modellflugzeuge und Motorräder. Sie studierte Luftfahrttechnik mit Schwerpunkt Aerodynamik am Polytechnikum Mailand und hält eine private Pilotenlizenz.

## Wirken bei Airbus
Nach ihrem Studium startete Vittadini ihre berufliche Laufbahn auf der italienischen Seite des Eurofighter-Konsortiums. 2002 wechselte sie in die kommerzielle Luftfahrt zu Airbus Operations nach Deutschland und war dort schnell in verschiedenen Führungspositionen tätig, u. a. als Chief Engineer für die Ausrüstung der Hochauftriebsflügel (Wing High Lift Devices) für die A380. Als Head of Major Structural Tests war sie zudem an der Vergabe der Erstflug- und Musterzulassungen der A350 XWB beteiligt. Weitere Stationen von Vittadini waren Head of Airframe Design and Technical Authority für alle Airbus-Flugzeuge sowie Head of Corporate Audit & Forensic für sämtliche Audit-Tätigkeiten des Unternehmens. Zuletzt war sie Head of Engineering im Vorstand der Airbus Division Defence and Space und in dieser Funktion eine der Stellvertreterinnen des damaligen Divisions CEOs Dirk Hoke.
Im Mai 2018 wurde Vittadini als erste Frau zur Airbus Chief Technology Officer (CTO) ernannt und war als Mitglied des Gesamtvorstands (Executive Committee) für die technische Entwicklung und Koordination des Konzerns zuständig. Eines ihrer erklärten Ziele war dabei die Überwindung fossiler Antriebstechnologien und die Entwicklung neuer Technologien für umweltfreundliches Fliegen (z. B. hybride und elektrische Antriebe). Zur Bewältigung der wachsenden Komplexität von Luft- und Raumfahrttechnologien setzt Vittadini u. a. auch auf den Einsatz von Künstlicher Intelligenz (KI) und Quantencomputing.

## Wirken bei Rolls-Royce
Im April 2021 wurde ihr Ausscheiden aus dem Airbus Konzern bekanntgegeben. Im November 2021 kam Vittadini zu Rolls-Royce, wo sie Paul Stein in der Position der Chief Technology Officer (CTO) nachfolgte. In ihrer derzeitigen Position liegt ihr Hauptaugenmerk darauf, das aktuelle Produktportfolio weiterzuentwickeln, sowie die Dekarbonisierung der Luftfahrtbranche und das nachhaltige Fliegen voranzutreiben. Rolls-Royce verfolgt insbesondere den Ansatz, die Effizienz aktueller und zukünftiger Gasturbinen weiter zu verbessern, sowie langfristig Wasserstoff- und elektrische Antriebe einzusetzen. Die weiteren Sparten des Unternehmens (Power Systems, Defence, Rolls-Royce Electrical und Rolls-Royce Small Modular Reactors (SMR)) sind ebenfalls Teil der Strategie des Unternehmens zur Energiewende. Nach einer am 17. Oktober 2023 bekanntgegebenen konzerninternen Umstrukturierung soll Grazia Vittadini Rolls-Royce zum April 2024 verlassen.
Zum 1. Juli 2024 wurde Vittadini in den Vorstand der Deutsche Lufthansa berufen. Sie übernahm als Chief Technology Officer das Ressort „Technik und IT“, das auch die Verantwortung für den Bereich „Sustainability“ umfasst.

## Weitere Ämter und Auszeichnungen
Darüber hinaus war sie Mitglied des Board of Directors der Airbus Foundation und des Inclusion and Diversity Steering Committee. Zudem wurde ihr 2017 der französische Verdienstorden Légion d’honneur (Ehrenlegion) sowie 2018 die Auszeichnung „Frau des Jahres in der Wirtschaft“ des französischen Fachmagazins L’Usine Nouvelle verliehen. Grazia Vittadini ist außerdem Mitglied des Aufsichtsrats der Siemens AG und des deutsch-französischen Raumfahrt Start-Ups The Exploration Company. Seit September 2024 ist sie die Vorsitzende des Aufsichtsrats der Lufthansa Technik AG. Des Weiteren ist sie Mitglied des Senats der Fraunhofer-Gesellschaft und berät das Deutsche Zentrum für Mobilität der Zukunft (DMZ) sowie den Fachbereich für Luft- und Raumfahrttechnik des Polytechnikum Mailand (DAER). Grazia Vittadini hält eine Ehrendoktorwürde in Ingenieurswesen und Technologie der Cranfield University in Großbritannien und ist "Fellow" der Royal Aeronautical Society (RAeS) und der Royal Academy of Engineering.